# قصر رشوان
قرية قصر رشوان هي إحدى القرى التابعة لمركز طامية في محافظة الفيوم في جمهورية مصر العربية. حسب إحصاءات سنة 2006، بلغ إجمالي السكان في قصر رشوان 25361 نسمة، منهم 13188 رجل و12173 امرأة.